# Phacus anomalus
Phacus anomalus is een soort in de taxonomische indeling van de Euglenozoa. Deze micro-organismen zijn eencellig en meestal rond de 15-40 mm groot. Het organisme komt uit het geslacht Phacus en behoort tot de familie Phacaceae. Phacus anomalus werd in 1929 ontdekt door F.E. Fritsch & M.F. Rich.